# Élections municipales somalilandaises de 2021
Les élections municipales somalilandaises de 2021 ont lieu le 31 mai 2021 au Somaliland. Initialement prévues pour le 28 avril, puis le 12 décembre 2019, elles sont reportées à l'année suivante en raison de problèmes d'organisation, dus entre autres à un conflit entre les principaux partis du pays ainsi qu'avec l'organe organisateur, accusé de corruption, avant qu'un accord ne soit trouvé fin février 2020. Les partis s'accordent ensuite en septembre pour mettre en œuvre le scrutin en mai 2021, en accord avec le délai d'organisation de neuf mois estimé par la commission électorale.
Le Somaliland est un État de la Corne de l'Afrique s'étant autoproclamé indépendant de la Somalie en 1991 et qui n'est pas reconnu par la communauté internationale.

## Campagne
Un total de 552 candidats sont en lice pour les 220 sièges à pourvoir. 2 709 bureaux de votes sont ouverts le jour du scrutin. Le scrutin se déroule dans le calme.

## Résultats
| Partis                    | Partis                                     | Voix      | %     | +/-   | Sièges | +/- |
| ------------------------- | ------------------------------------------ | --------- | ----- | ----- | ------ | --- |
|                           | Kulmiye                                    | 268 815   | 38,99 | 8,80  | 93     | 6   |
|                           | Waddani                                    | 260 841   | 37,83 | 17,63 | 79     | 11  |
|                           | Pour la justice et le développement (UCID) | 159 801   | 23,18 | 10,22 | 48     | 8   |
|                           |                                            |           |       |       |        |     |
| Votes valides             | Votes valides                              | 689 457   |       |       |        |     |
| Votes blancs et invalides |                                            |           |       |       |        |     |
| Total                     | Total                                      |           | 100   | –     | 220    | 155 |
| Abstention                |                                            |           |       |       |        |     |
| Inscrits / participation  | Inscrits / participation                   | 1 065 847 |       |       |        |     |